# 歷史上的今天 (社教節目)
《歷史上的今天》是中國電視公司（中視）新聞部製作的小型社教節目，1979年1月1日起每日在《中視晚間新聞》開播前播出5分鐘（19:25～19:30），介紹過去百年間全球各地當天發生的大事；每兩件大事之間，以一個指針不停轉動的時鐘畫面為間隔。
《歷史上的今天》每集長度不超過5分鐘，如果當天的《中視晚間新聞》內容比較多的時候甚至可能被縮短至3分鐘；但《歷史上的今天》收視率久居老三台同時段節目第一名，觀眾以知識分子為主。
《歷史上的今天》於1979年1月至1979年3月播出的內容，限於國際性的歷史事件，沒有中華民國本國的報導；《歷史上的今天》於1980年播出的內容，加強有關中華民國成立的報導，新的資料來源包括中國電影製片廠、臺灣省電影製片廠、中央電影公司的影片，另向中國國民黨中央委員會黨史委員會、中央通訊社等單位蒐集有關資料。《歷史上的今天》同時開放觀眾提供收藏的各類珍貴照片、文件或資料可作為節目題材者，中視新聞部將於拍攝完成後歸還並贈送紀念品。
1979年的《歷史上的今天》國際部分的資料，均來自英國維氏新聞社（Visnews）；1979年末，中視新聞部與赫斯特國際集團旗下的美國金氏資料供應社（King Features Syndicate）簽約，金氏資料供應社提供新聞影片給《歷史上的今天》使用，《歷史上的今天》國際部分的資料取材重點偏重知識性與趣味性。
《歷史上的今天》使用資料為新聞影片、圖片與文字資料。為求《歷史上的今天》資料充實，中視新聞部曾向英國與美國採購新聞影片，配以台澎金馬各家圖書館、民間團體、公立機關、私人機關、電視台的影片資料，加以整理及剪接，作為《歷史上的今天》的內容。1983年9月《大家一起來》開播時，為了配合《大家一起來》的開播，中視將晚間閩南語連續劇提前至18:30-19:00播出，原本在18:30-19:00播出的社教節目《迷你劇場》、《我愛台北》、《今日神能》、《儷人行》等皆改至週日下午時段播出，《歷史上的今天》則暫停播出。1983年底，由於資料來源枯竭，《歷史上的今天》停播。
2015年6月7日，民視新聞台節目《台灣演義》播出〈台灣電視史 上集〉，翟翬自述：「《歷史上的今天》是在首任新聞部經理張繼高先生自國外引進的原始節目架構，由於完全是外國的內容，包括英文的影片和腳本，並沒有國內的任何資料；因此由原本擔任編審、負責新聞節目規劃和執行的王曉祥先生召集編譯組和製作組，指派編譯分年將所有資料翻譯出來，由指定的導播負責選擇國外資料及蒐羅本國歷年重大新聞資料，經由篩選後整理、編寫，再由製作組資料室提供影片（後來改為錄影帶），經配音完成播出帶。可說是最精簡克難的作業，但也顯現當年招考來的導播素質之高。」

## 類似節目
- 當年今日